# Coppa del mondo di arrampicata 1999
La Coppa del mondo di arrampicata 1999 si è disputata dal 16 aprile al 12 novembre, nelle tre specialità lead, boulder e speed.

## Classifica maschile

### Generale
| Pos. | Atleta         |
| ---- | -------------- |
| 1    | François Petit |
| 2    | Daniel Andrada |
| 3    | Tomasz Oleksy  |

### Lead
| Pos.                                                                        | Atleta               | AUT      | GER      | FRA     | SLO         | Punti |
| --------------------------------------------------------------------------- | -------------------- | -------- | -------- | ------- | ----------- | ----- |
| 1                                                                           | François Petit       | 4        | 5        | 2       | 4           | 241   |
| 2                                                                           | François Legrand     | 11       | 1        | 4       | 7           | 229   |
| 3                                                                           | Andreas Bindhammer   | 1        | 4        | 9       | 15          | 214   |
| 4                                                                           | Evgeny Ovchinnikov   |          | 22       | 1       | 1           | 209   |
| 5                                                                           | David Caude          | 6        | 15       | 3       | 3           | 199   |
| 6                                                                           | Yuji Hirayama        |          | 3        | 10      | 2           | 179   |
| 7                                                                           | Cristian Brenna      | 3        | 8        | 15      | 8           | 167   |
| 8                                                                           | Yevgen Kryvosheytsev | 14       | 2        | 22      | 13          | 139   |
| 8                                                                           | Arnaud Petit         | 10       | 6        | 14      | 10          | 139   |
| 10                                                                          | Maksym Petrenko      | 5        | 15       | 12      | 9           | 138   |
| \| Legenda \| 1º posto \| 2º posto \| 3º posto \| A punti \| Senza punti \| |                      |          |          |         |             |       |
| Legenda                                                                     | 1º posto             | 2º posto | 3º posto | A punti | Senza punti |       |

### Boulder
| Pos.                                                                        | Atleta                 | ESP      | FRA      | FRA     | ITA         | ITA | FRA | Punti |
| --------------------------------------------------------------------------- | ---------------------- | -------- | -------- | ------- | ----------- | --- | --- | ----- |
| 1                                                                           | Christian Core         | 8        | 1        | 1       | 5           | 4   | 2   | 386   |
| 2                                                                           | Serik Kazbekov         |          | 2        | 10      | 8           | 1   | 7   | 297   |
| 3                                                                           | Jérôme Meyer           | 6        | 8        | 8       | 6           | 2   | 3   | 279   |
| 4                                                                           | Daniel Dulac           | 15       | 13       | 2       | 10          | 11  | 1   | 271   |
| 5                                                                           | Daniel Andrada Jimenez | 5        |          |         | 1           | 3   | 9   | 253   |
| 5                                                                           | François Petit         | 2        | 5        | 7       | 24          | 14  | 4   | 253   |
| 7                                                                           | Stephane Julien        | 4        | 6        | 6       | 7           | 7   | 20  | 235   |
| 8                                                                           | Salavat Rakhmetov      |          | 4        | 4       | 4           | 9   |     | 202   |
| 9                                                                           | Damien Jeandenand      | 14       | 9        | 36      | 2           | 12  | 18  | 185   |
| 10                                                                          | Jean Luc Danis         | 10       | 7        | 11      | 11          | 25  | 8   | 179   |
| \| Legenda \| 1º posto \| 2º posto \| 3º posto \| A punti \| Senza punti \| |                        |          |          |         |             |     |     |       |
| Legenda                                                                     | 1º posto               | 2º posto | 3º posto | A punti | Senza punti |     |     |       |

### Speed
| Pos.                                                                        | Atleta                 | GER      | FRA      | ITA     | Punti       |
| --------------------------------------------------------------------------- | ---------------------- | -------- | -------- | ------- | ----------- |
| 1                                                                           | Tomasz Oleksy          | 1        | 1        | 5       | 251         |
| 2                                                                           | Vladislav Baranov      | 3        | 5        | 2       | 196         |
| 3                                                                           | Vladimir Zakharov      | 10       | 4        | 3       | 154         |
| 4                                                                           | Vladimir Netsvetaev    | 5        | 3        | 9       | 153         |
| 5                                                                           | Iakov Soubbotine       | 10       | 2        | 10      | 148         |
| 6                                                                           | Daniel Andrada Jimenez | 2        | 8        |         | 120         |
| 7                                                                           | Andrey Vedenmeer       | 8        | 12       | 6       | 115         |
| 8                                                                           | Csaba Komondi          | 6        | 10       | 11      | 112         |
| 9                                                                           | Alexei Kozlov          | 7        | 24       | 4       | 105         |
| 10                                                                          | Alexandr Paukaev       | 4        | 24       | 8       | 102         |
| \| Legenda \| 1º posto \| 2º posto \| 3º posto \| A punti \| Senza punti \| |                        |          |          |         |             |
| Legenda                                                                     | 1º posto               | 2º posto | 3º posto | A punti | Senza punti |

## Classifica femminile

### Generale
| Pos. | Atleta           |
| ---- | ---------------- |
| 1    | Elena Choumilova |
| 2    | Stéphanie Bodet  |
| 3    | Isabelle Bihr    |

### Lead
| Pos.                                                                        | Atleta                     | AUT      | GER      | FRA     | SLO         | Punti |
| --------------------------------------------------------------------------- | -------------------------- | -------- | -------- | ------- | ----------- | ----- |
| 1                                                                           | Muriel Sarkany             | 1        | 3        | 2       | 2           | 325   |
| 2                                                                           | Liv Sansoz                 | 2        | 1        | 8       | 1           | 320   |
| 3                                                                           | Martina Cufar              | 3        | 2        | 9       | 5           | 233   |
| 4                                                                           | Elena Choumilova           | 6        | 4        | 3       | 6           | 214   |
| 5                                                                           | Katie Brown                |          | 7        | 1       | 4           | 198   |
| 6                                                                           | Isabelle Bihr              | 5        | 5        | 6       | 16          | 169   |
| 7                                                                           | Josune Bereciartu Urruzola | 14       | 6        | 5       | 14          | 146   |
| 8                                                                           | Stéphanie Bodet            | 7        | 10       |         | 3           | 142   |
| 9                                                                           | Mi-Sun Go                  | 28       | 8        | 4       | 7           | 141   |
| 10                                                                          | Elena Ovtchinnikova        | 4        | 9        |         | 8           | 132   |
| \| Legenda \| 1º posto \| 2º posto \| 3º posto \| A punti \| Senza punti \| |                            |          |          |         |             |       |
| Legenda                                                                     | 1º posto                   | 2º posto | 3º posto | A punti | Senza punti |       |

### Boulder
| Pos.                                                                        | Atleta                    | ESP      | FRA      | FRA     | ITA         | ITA | FRA | Punti |
| --------------------------------------------------------------------------- | ------------------------- | -------- | -------- | ------- | ----------- | --- | --- | ----- |
| 1                                                                           | Stéphanie Bodet           |          | 2        | 1       | 1           | 2   | 1   | 460   |
| 2                                                                           | Elena Choumilova          |          | 1        | 2       | 4           | 1   | 2   | 415   |
| 3                                                                           | Sandrine Levet            | 2        | 4        | 5       | 12          | 3   | 4   | 306   |
| 4                                                                           | Gaelle Gouriou            | 3        | 16       | 8       | 2           | 10  | 8   | 259   |
| 5                                                                           | Delphine Martin           |          | 6        | 11      | 4           | 4   | 3   | 253   |
| 6                                                                           | Iwona Gronkiewicz-Marcisz |          | 8        | 4       | 3           | 9   | 7   | 240   |
| 7                                                                           | Isabelle Bihr             | 5        | 10       | 3       | 9           |     | 13  | 213   |
| 8                                                                           | Lise Noel                 |          | 9        | 7       | 16          | 6   | 11  | 178   |
| 9                                                                           | Venera Chereshneva        |          |          | 6       | 7           | 5   | 12  | 169   |
| 10                                                                          | Chloé Minoret             | 8        | 14       | 10      | 10          | 11  | 15  | 163   |
| \| Legenda \| 1º posto \| 2º posto \| 3º posto \| A punti \| Senza punti \| |                           |          |          |         |             |     |     |       |
| Legenda                                                                     | 1º posto                  | 2º posto | 3º posto | A punti | Senza punti |     |     |       |

### Speed
| Pos.                                                                        | Atleta                | GER      | FRA      | ITA     | Punti       |
| --------------------------------------------------------------------------- | --------------------- | -------- | -------- | ------- | ----------- |
| 1                                                                           | Olga Zakharova        | 2        | 4        | 1       | 235         |
| 2                                                                           | Alena Ostapenko       | 16       | 1        | 2       | 200         |
| 3                                                                           | Zosia Podgorbounskikh | 1        | 5        | 7       | 194         |
| 4                                                                           | Natalia Novikova      | 6        | 2        | 9       | 164         |
| 4                                                                           | Olena Ryepko          | 3        | 3        | 10      | 164         |
| 6                                                                           | Renata Piszczek       | 5        | 6        | 3       | 163         |
| 7                                                                           | Nataliya Perlova      | 9        | 7        | 5       | 131         |
| 8                                                                           | Mayya Piratinskaya    | 11       | 9        | 4       | 123         |
| 9                                                                           | Lenka Trnkova         | 8        | 8        |         | 80          |
| 10                                                                          | Elena Ovtchinnikova   | 7        | 13       |         | 69          |
| \| Legenda \| 1º posto \| 2º posto \| 3º posto \| A punti \| Senza punti \| |                       |          |          |         |             |
| Legenda                                                                     | 1º posto              | 2º posto | 3º posto | A punti | Senza punti |